# Přívrat
Přívrat (en allemand : Pschiwrat) est une commune du district d'Ústí nad Orlicí, dans la région de Pardubice, en République tchèque. Sa population s'élevait à 365 habitants en 2024.

## Géographie
Přívrat se trouve à 5 km au nord-ouest de Česká Třebová, à 6 km au sud d'Ústí nad Orlicí, à 43 km à l'est-sud-est de Pardubice et à 142 km à l'est de Prague.
La commune est limitée par Řetová au nord, par Dlouhá Třebová au nord-est, par Česká Třebová à l'est et au sud-est, par Němčice au sud, et par Vlčkov et Sloupnice à l'ouest.

## Histoire
La création du village date probablement de la fin du XIIe siècle.

## Galerie

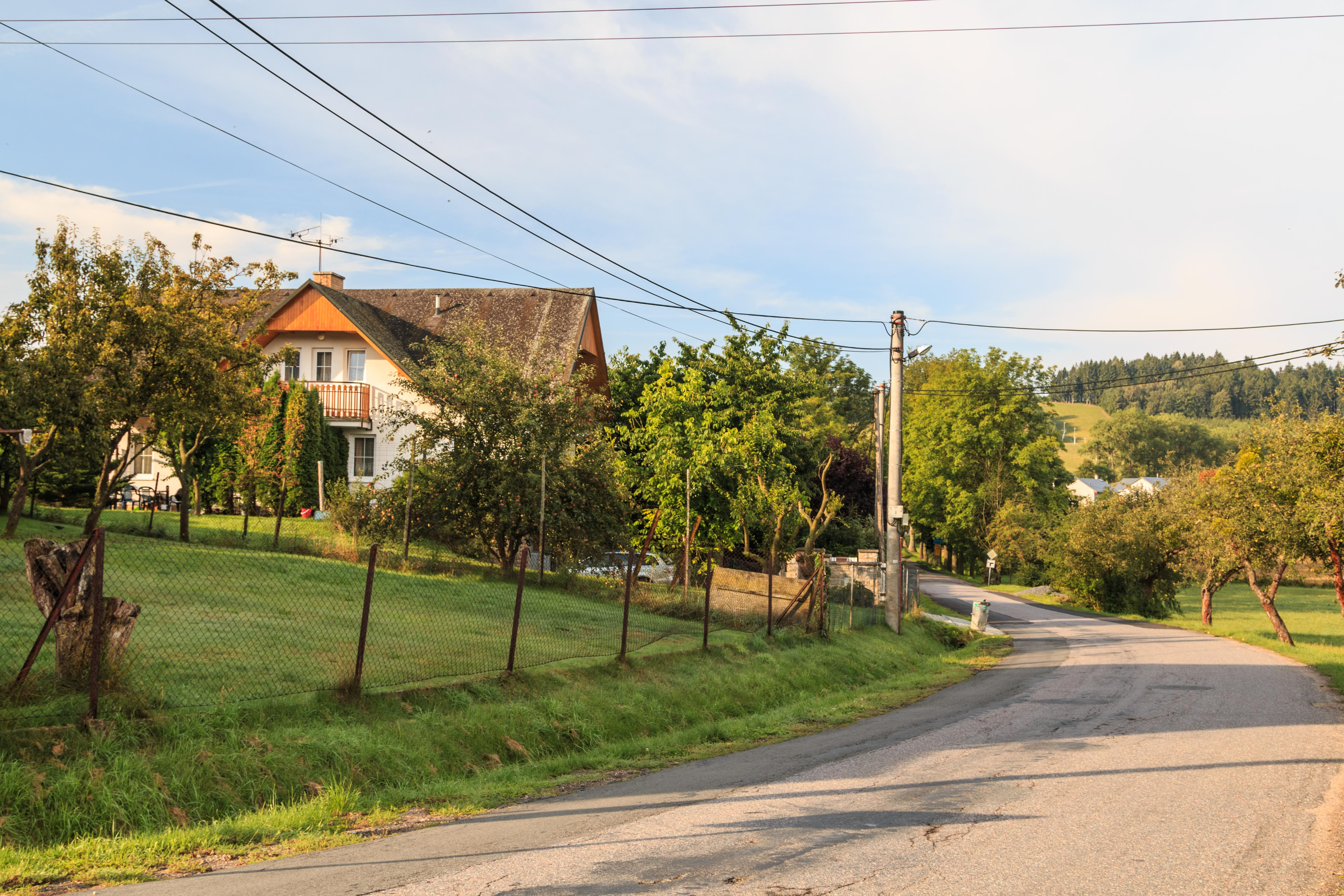
Rue de  Přívrat.
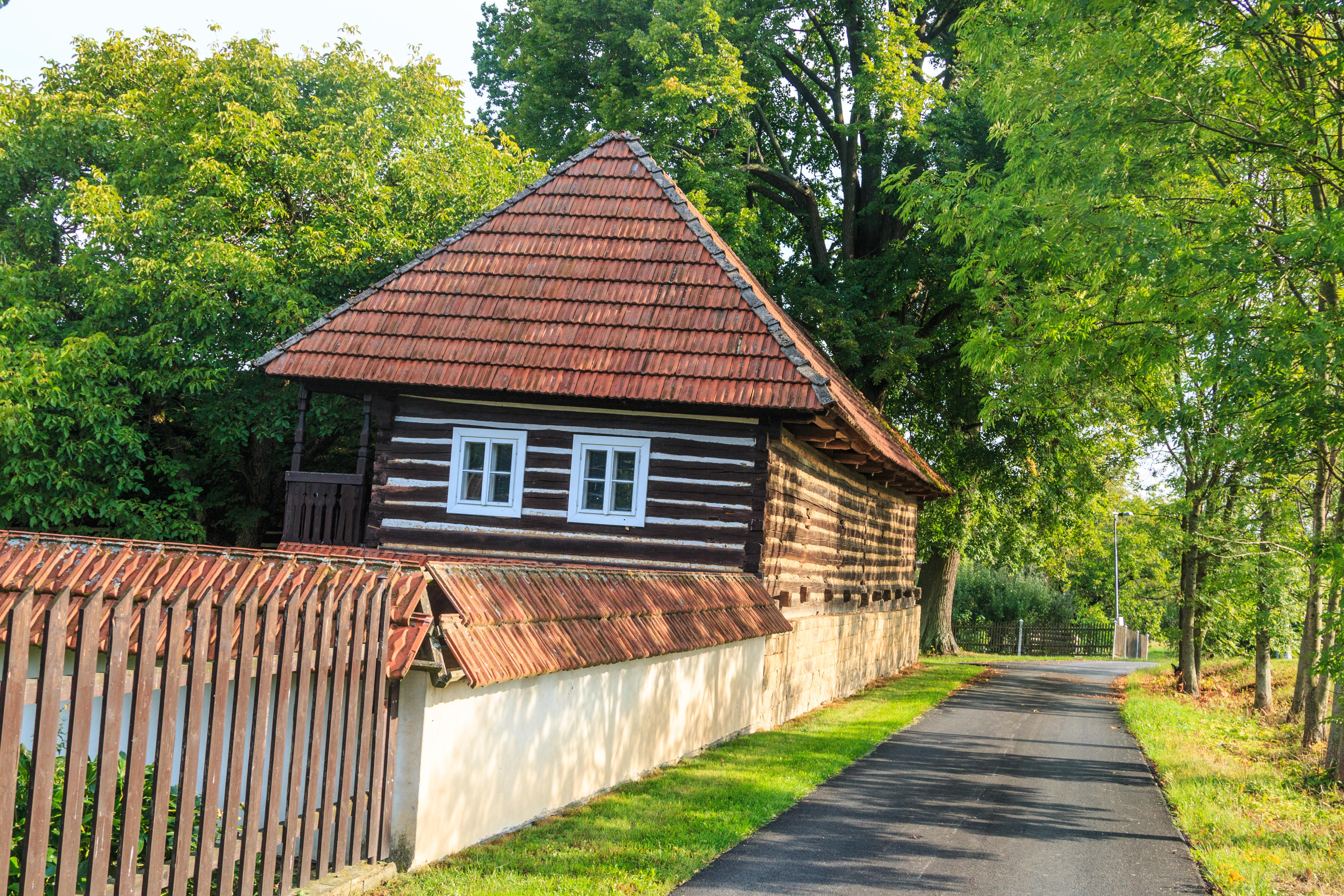
Maisons à Přívrat.

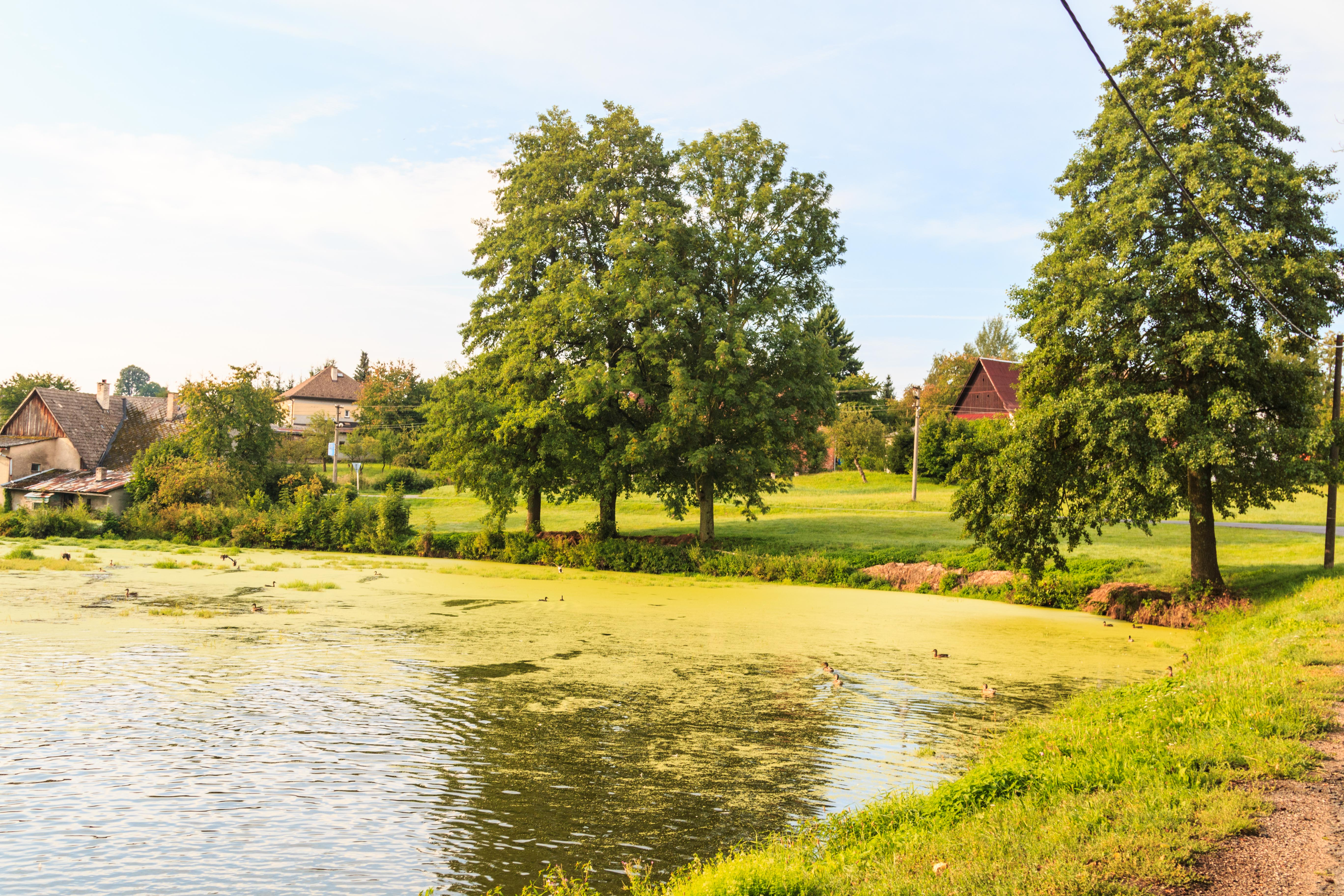
Étang Komárek à Přívrat.
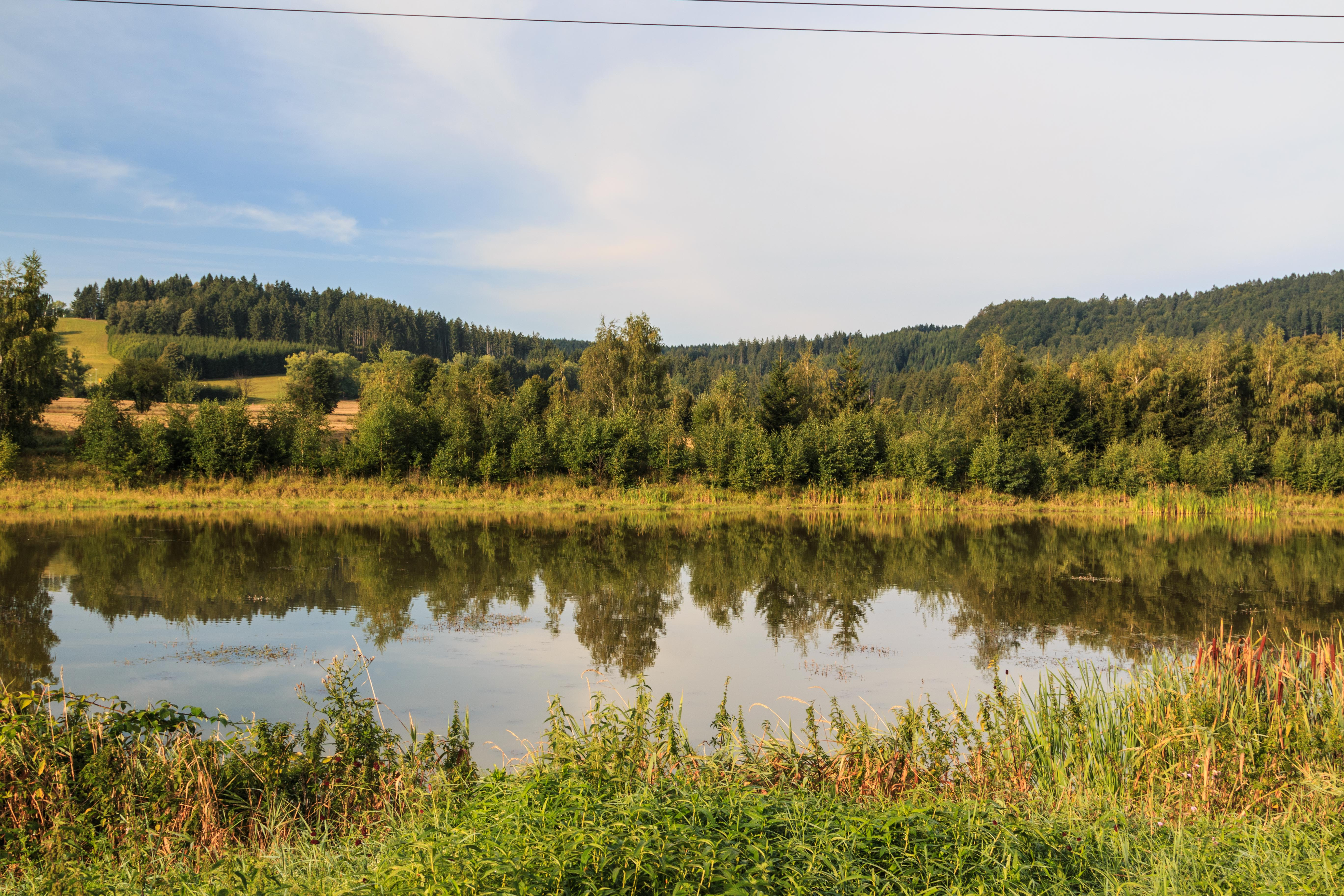
Étang Trucovný près de Přívrat.

## Transports
Par la route, Přívrat trouve à 6 km de Česká Třebová, à 9,5 km d'Ústí nad Orlicí, à 61 km de Pardubice et à 175 km de Prague. 

## Personnalités
- Antonín Bennewitz (1833-1926), violoniste